# Cnemaspis dissanayakai
Cnemaspis dissanayakai — вид ящірок з родини геконових (Gekkonidae). Описаний у 2019 році.

## Етимологія
Вид названий на честь Діссанаяка Мудіянселаге Карунаратни, батька Суранжана Карунаратни, одного з авторів описання таксону, який фінансово підтримував дослідницьку групу свого сина.

## Поширення
Ендемік Шрі-Ланки. Відомий лише з типового місцезнаходження. Виявлений у вічнозеленому лісі на скелястому масиві Дімбулагала в окрузі Полоннарува на сході острова.

## Опис
Ящірка завдовжки 28-29 мм. Гранульовані лусочки субконічні. Підборіддя, голова, грудні та черевні лусочки гладкі. Існує 105–107 паравертебральних гранул. Присутні дві передключичні пори. У самців 4–5 стегнових пор. Голова маленька з довгою мордою. Маленькі очі з круглими зіницями. Верх голови, тіла і кінцівок темно-коричневого кольору. На тулубі є п'ять темно-коричневих позначок у формі W. Коса чорна лінія між оком і ніздрями. Дві прямі темно-коричневі посторбітальні смуги проходять через око. Хвіст дорсально сіро-рожевий з 5-7 вицвілими чорними поперечними смугами.